# ديربي القناة
ديربي القناة أو ديربي القنال أو زعامة القناة هي المباراة التي تجمع ين فريقي المصري والإسماعيلي، ويعتبر هذا الديربي ثاني أقوى الديربيات وأكثرها جماهيرية في مصر بعد ديربي القاهرة فالمصري والإسماعيلي هما الناديان الأقدم والأقوى في منطقة قناة السويس، كما يعد الناديان من أهم الأندية التاريخية في مصر التي تتطلع دوما لتحدي هيمنة الأهلي والزمالك على الكرة المصرية، وهذه المباريات هي بمثابة بطولة بغض النظر عن مراكز الفريقين خاصة في بطولة الدوري وتكون مليئة بالحماس والاثارة سواء من اللاعبين أو من الجمهور، غير أنها وبعكس غالبية الديربيات تتميز بدرجة ملحوظة من الوفاق بين جماهير الفريقين بحكم شعورهما بالانتماء لنفس المنطقة الجغرافية والتاريخ المشترك والصلات الاجتماعية الوثيقة التي تربط بين مدينتي بورسعيد والإسماعيلية، فضلاً عن التضامن المتبادل بين جماهير الفريقين في مواجهة هيمنة قطبي الكرة المصرية الأهلي والزمالك. بدأت جذور التنافس بين الفريقين من خلال مبارياتهما في بطولة دوري منطقة القناة والتي كانت تقام قبل تنظيم دوري العام وكانت تشهد منافسة قوية بين الفريقين على نيل اللقب وزعامة القناة.
تعد نتيجة فوز الإسماعيلي بنتيجة 5-0 في موسم 97-98 هي الأعلى في تاريخ المواجهات الفريقين في الدوري المصري الممتاز، بينما حقق المصري أكبر فوز له على الإسماعيلي في الدوري بنتيجة 5-2 في موسم 52-53 ثم بنتيجة 4-1 في موسم  2021-2022، أما النتيجة الأعلى بين الفريقين في كأس مصر هي فوز المصري بنتيجة 6-1 بتاريخ 20 أبريل سنة 1947.
غير أن النتيجة الأعلى على الإطلاق في تاريخ مواجهات الفريقين فهي فوز المصري بنتيجة 7-2 بتاريخ 25 مارس 1934 في ربع نهائي كأس السلطان حسين.

## هدافو مباراة زعامة القناة
| اللاعب       | النادي     | عدد الأهداف |
| ------------ | ---------- | ----------- |
| السيد الضظوي | المصري     | 12          |
| عماد سليمان  | الإسماعيلي | 10          |
| شحتة         | الإسماعيلي | 9           |
| مسعد نور     | المصري     | 8           |
| خالد القماش  | الإسماعيلي | 7           |

## ديربي القناة إعلاميًا
يعد ديربي القناة من أكثر المباريات التي تستحوذ على اهتمام إعلامي في مصر إذا ما قورنت بباقي المباريات التي لا يكون الأهلي أو الزمالك طرفاً فيها، وذلك نظراً للجماهيرية الكبيرة للمصري والإسماعيلي.

## ديربي القناة جماهيريًا
يمثل لقاء ديربي القناة عيداً حمياهيرياً في مدينتي بورسعيد والإسماعيلية ومنطقة القناة بأسرها وتكون للمباراة استعدادات جماهيرية خاصة من جماهير الفريقين، ورغم بعض التوتر الجماهيري الذي قد يصاحب المباريات أحياناً بسبب المنافسة بينهما إلا أن جماهير الفريقين في النهاية تجمعهما علاقات طيبة وروح التضامن المتبادل عندما يلاقي أحد الفريقين نادياً آخر أو في حالة ما إذا كان أحد الناديين في موقع المنافسة على أحد الألقاب لاسيما في مواجهة الأهلي أو الزمالك.

## تاريخ لقاءات ديربي القناة
شهد يوم 14 أبريل 1930 أول لقاء رسمي بين الفريفين وكان في الدور ربع النهائي لكأس مصر وانتهى اللقاء بتعادل الفريقين 3-3 وتم إعادة اللقاء بعدها وفق اللائحة في ذلك الوقت وانتهى اللقاء الثاني بفوز المصري 4-1، أما أول لقاءات الفريقين في الدوري فكان بتاريخ 5 ديسمبر 1948 في أول مواسم الدوري المصري 1948-1949 وأنتهى بفوز المصري 3-1.
أحرز الفريقان خلال لقاءاتهما معاً بالدوري 273 هدفاً، حيث أحرز الإسماعيلي 161 هدفاً في شباك المصري، فيما أحرز المصري 112 هدفاً في شباك الإسماعيلي، أما على صعيد كأس مصر فقد أحرز الفريقان 27 هدفاً خلال لقاءاتهما معاً بواقع 15 هدفاً للمصري و12 هدفاً للإسماعيلي، بينما على صعيد بطولة كأس السلطان حسين فقد أحرز الفريقان في مواجهاتهما معاً 18 هدفاً أحرز المصري منهم 16 هدفاً فيما أحرز الإسماعيلي هدفين، فيما أحرز الفريقان خلال مواجهتهما الوحيدة في كأس الرابطة المصرية هدفين كلاهما كانا من نصيب المصري، وبذلك يكون إجمالي الأهداف التي شهدتها مباريات الفريقين معاً في بطولتي الدوري وكأس مصر 300 هدفاً بواقع 173 هدفاً للإسماعيلي و127 هدفاً للمصري، أما إجمالي أهداف الفريقين في مبارياتهما الرسمية في البطولات الأربع 320 هدفاً بواقع 175 هدفاً للإسماعيلي و145 هدفاً للمصري، علمًا بأنه يصعب حصر لقاءات الفريقين مًعا في دوري منطقة القناة.
| البطولة             | المباريات | فـــوز الإسماعيلي | التعادل | فـــوز المصــري |
| ------------------- | --------- | ----------------- | ------- | --------------- |
| الدوري العام المصري | 122       | 53                | 43      | 26              |
| كأس مصر             | 7         | 3                 | 2       | 2               |
| كأس السلطان حسين    | 3         | 0                 | 0       | 3               |
| كأس الرابطة المصرية | 1         | 0                 | 0       | 1               |
| دوري منطقة القناة   | -         | -                 | -       | -               |
| مباريات ودية        | -         | -                 | -       | -               |
| المجموع             | 133       | 56                | 45      | 32              |